# Lormi
Lormi är en ort i Indien.   Den ligger i distriktet Bilāspur och delstaten Chhattisgarh, i den centrala delen av landet, 800 km sydost om huvudstaden New Delhi. Lormi ligger 317 meter över havet och antalet invånare är 12 857.
Terrängen runt Lormi är platt åt sydväst, men åt nordost är den kuperad. Runt Lormi är det ganska tätbefolkat, med 207 invånare per kvadratkilometer. Det finns inga andra samhällen i närheten. Trakten runt Lormi består till största delen av jordbruksmark.